# 吉田光昭
吉田 光昭（よしだ みつあき、1939年1月1日 - ）は、日本のウイルス学者、分子生物学者。東京大学名誉教授。薬学博士。専門はがんウイルスと発がん機構。成人T細胞白血病ウイルスの分子構造を明らかにした。

## 略歴
- 1939年 富山県高岡市に生まれる
- 1961年 富山大学薬学部卒
- 1967年 東京大学大学院薬学系研究科博士課程修了 薬学博士
- 1969年 Visiting researcher, MRC Laboratory of Molecular Biology, Cambridge, UK
- 1975年 癌研究会癌研究所ウイルス腫瘍部 研究員、主任研究員、部長を歴任
- 1989年 東京大学医科学研究所 教授
- 1996年 東京大学医科学研究所 所長
- 1999年 東京大学退官、萬有製薬つくば研究所所長
- 2009年 癌研究会癌化学療法センター 所長

## 受賞・受勲歴
- 1984年 高松宮妃癌研究基金学術賞
- 1985年 武田医学賞（がんウイルスに関する研究により）[2]
- 1986年　朝日賞（成人Ｔ細胞白血病の研究により）[3]
- 1999年 日本癌学会吉田富三賞
- 2000年 紫綬褒章受章
- 2013年 瑞宝中綬章受章[4]